# Cosmetus variolosus
Cosmetus variolosus is een hooiwagen uit de familie Cosmetidae.